# São Gonçalo
São Gonçalo este un oraș în unitatea federativă Rio de Janeiro (RJ), Brazilia.

## Organizarea teritorială
São Gonçalo este împărțit administrativ în 91 de bairros (cartiere) și 5 distritos (districte).
| 1° Distrito - Centro |
| -------------------- |
| Alcântara            |
| Antonina             |
| Boaçu                |
| Brasilândia          |
| Centro               |
| Colubandê            |
| Cruzeiro do Sul      |
| Estrela do Norte     |
| Fazenda dos Mineiros |
| Galo Branco          |
| Itaoca               |
| Itaúna               |
| Lindo Parque         |
| Luiz Caçador         |
| Mutondo              |
| Mutuá                |
| Mutuaguaçu           |
| Mutuapira            |
| Nova Cidade          |
| Palmeira             |
| Porto do Rosa        |
| Recanto das Acácias  |
| Rocha                |
| Rosane               |
| Salgueiro            |
| São Miguel           |
| Tribobó              |
| Trindade             |
| Vila Lara            |
| Zé Garoto            |

| 2° Distrito - Ipiíba  |
| --------------------- |
| Almerinda             |
| Amendoeira            |
| Anaia Grande          |
| Anaia Pequeno         |
| Arrastão              |
| Arsenal               |
| Coelho                |
| Eliane                |
| Engenho do Roçado     |
| Ieda                  |
| Ipiíba                |
| Jardim Amendoeira     |
| Jardim Nova República |
| Jockey                |
| Maria Paula           |
| Rio do Ouro           |
| Sacramento            |
| Santa Isabel          |
| Várzea das Moças      |
| Vila Candoza          |

| 3° Distrito - Monjolos |
| ---------------------- |
| Barracão               |
| Bom Retiro             |
| Gebara                 |
| Guarani                |
| Guaxindiba             |
| Jardim Catarina        |
| Lagoinha               |
| Laranjal               |
| Largo da Ideia         |
| Marambaia              |
| Miriambi               |
| Monjolos               |
| Pacheco                |
| Raul Veiga             |
| Santa Luzia            |
| Tiradentes             |
| Vila Três              |
| Vista Alegre           |

| 4° Distrito - Neves |
| ------------------- |
| Boa Vista           |
| Camarão             |
| Gradim              |
| Mangueira           |
| Neves               |
| Parada 40           |
| Paraíso             |
| Patronato           |
| Porto da Madama     |
| Porto da Pedra      |
| Porto Novo          |
| Porto Velho         |
| Vila Lage           |

| 5° Distrito - Sete Pontes |
| ------------------------- |
| Barro Vermelho            |
| Convanca                  |
| Engenho Pequeno           |
| Morro do Castro           |
| Novo México               |
| Pita                      |
| Santa Catarina            |
| Tenente Jardim            |
| Venda da Cruz             |
| Zumbi                     |

1. ↑  Prefeitura Municipal de São Gonçalo: Mapas e Bairros. https://www.saogoncalo.rj.gov.br/sao-goncalo/mapas-e-bairros/